# Ribeira de Lila
A Ribeira de Lila nasce na freguesia de Jou, concelho de Murça, atravessa todo o concelho de Valpaços no sentido Oeste/Sudeste e desagua no Rio Rabaçal no extremo sudeste no concelho de Valpaços, junto à localidade de Lilela, freguesia de Rio Torto num dos pontos de menor altitude do concelho de Valpaços.